# Resser Mark
Der Stadtteil Resser Mark im Osten von Gelsenkirchen ist nach der Heide- und Waldlandschaft Resser Mark benannt, die sich südöstlich an die alten Bauerschaften Buers anschließt. Sie wird nach Osten durch die Hertener Mark fortgesetzt. Den Kern des heutigen Stadtteils bildet eine Ende der 1930er Jahre im Emscherbruch östlich von Erle und südlich des Dorfes Resse entstandene Siedlung.

## Geographie und Siedlungsstruktur

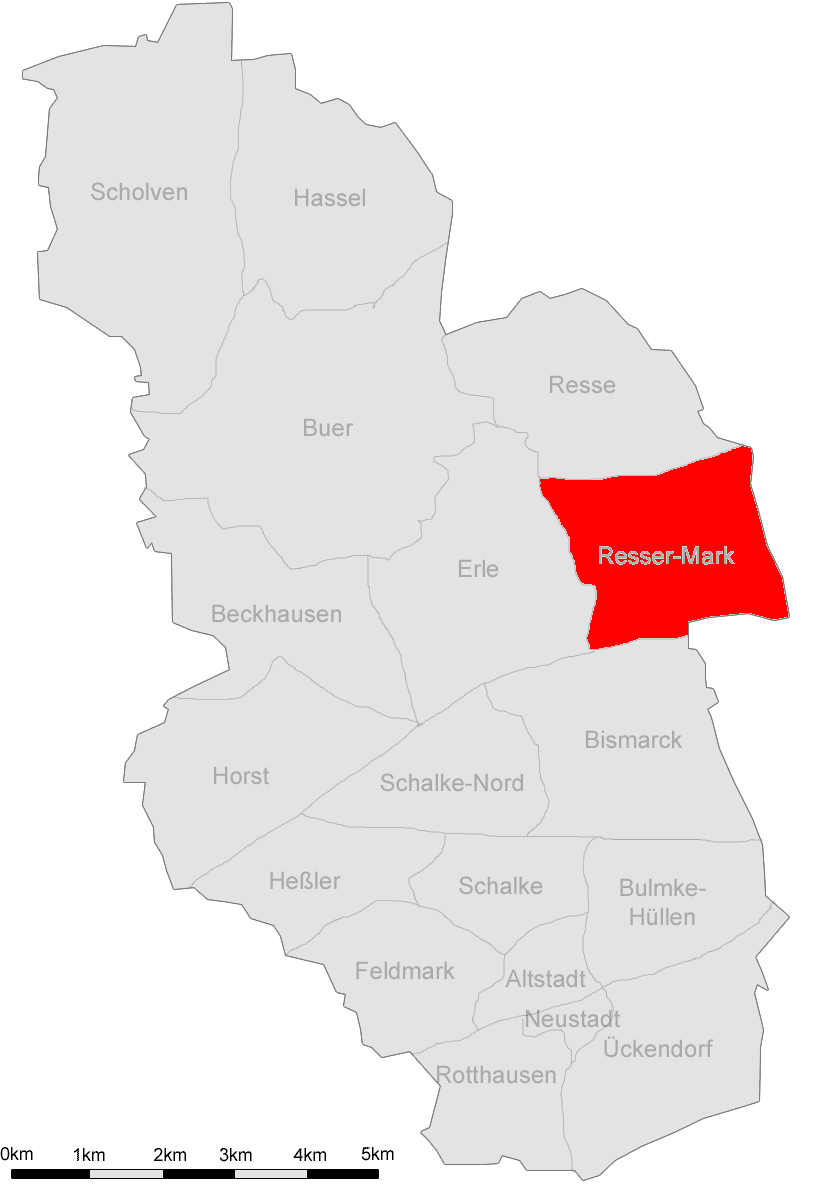
Die Stadtteile Gelsenkirchens mit Resser Mark im Osten

Der Gelsenkirchener Stadtteil Resser Mark hatte am 30. September 2021 insgesamt 3288 Einwohner auf einer Fläche von 6,40 Quadratkilometern, das entspricht einer Bevölkerungsdichte von etwa 514 Einwohnern pro Quadratkilometer. Resser Mark gehört wie die Nachbarstadtteile Erle und Resse zum Stadtbezirk Ost nördlich der Emscher und des Rhein-Herne-Kanals, der die Südgrenze des Stadtteils bildet. Die Nordgrenze des Stadtteils bildet die Bundesautobahn 2.
Der Stadtteil Resser Mark grenzt an folgende Nachbarstadtteile:
- Gelsenkirchen-Erle (westlich)
- Gelsenkirchen-Resse (nördlich)
- Herten-Südwest (östlich)
- Herne-Unser Fritz (südöstlich)
- Gelsenkirchen-Bismarck (südlich)

Den Siedlungsschwerpunkt des Stadtteils bildet der Ortskern Resser Mark um den Marktplatz herum und entlang der Straße Im Emscherbruch. Ein davon abgetrenntes zweites Wohngebiet, die Siedlung Eichkamp, liegt östlich der Münsterstraße, die das annähernd quadratische Stadtteilgebiet wie eine Diagonale von Südwest nach Nordost durchschneidet. Das restliche Gebiet besteht hauptsächlich aus Wald und Haldenland. Der Siedlungskern der Resser Mark am Emscherbruch schließt im Südwesten unmittelbar an bebautes Gebiet in Erle und im Norden an Resse an und grenzt im Nordwesten an das Gelände der früheren mittelalterlichen Wasserburg Haus Leythe, auf dem sich bis 1966 die Schachtanlage 3/5 der Zeche Graf Bismarck befand und wo 1989 ein großer 9-Loch-Golfplatz entstand. Dieser füllt das Grenzdreieck zwischen Erle, Resser Mark und Resse aus. Nach Osten hin geht der Stadtteil in die Wälder der Resser Mark und der Hertener Mark über. Ein großes Gebiet im Osten des Stadtteils jenseits der Eichkampsiedlung nimmt die 1968 eröffnete und seit 1982 von der AGR betriebene Zentrale Mülldeponie Emscherbruch (ZDE) ein, die erste „geordnete Deponie“ Deutschlands (von Beginn an mit Abdichtungssystemen gebaut), auf der heute nur noch Sondermüll abgelagert wird. Im Südosten an der Grenze nach Herne am Kanalufer befindet sich der Hafen Grimberg; im Südwesten liegt unmittelbar jenseits der Bezirksgrenze im Stadtteil Bismarck auf der Südseite der Schifffahrtsstrecke das Gelsenkirchener Zoogelände. Durch die Resser Mark fließen mehrere Bäche, so etwa der Leither Mühlenbach und der Knabenbach.

## Geschichte
Wie Erle und Resse gehörte das Gebiet der heutigen Ortslage Resser Mark (die damals allerdings noch nicht erschlossen war und zum Außenbereich Erles gehörte) zur früheren Stadt Buer, die (anders als Bismarck und Herne) historisch dem Vest und Kreis Recklinghausen angehörte.
Die Siedlung Resser Mark entstand Ende der 1930er Jahre auf Initiative des damaligen Gauleiters der NSDAP, Alfred Meyer, eines ehemaligen Verwaltungsangestellten der Zeche Graf Bismarck in Gelsenkirchen-Erle. Durch Kleinsiedlungsbau sollte die Wohnungsnot im Ruhrgebiet bekämpft werden, weshalb 1937 ein Wohnungsbauprogramm für Gelsenkirchen beschlossen wurde, das unter anderem die Bebauung der Resser Mark mit Mehrfamilienhäusern am Emscherbruch um einen neu angelegten Marktplatz herum vorsah.
Die Siedlung Im Eichkamp entstand in den 1950er Jahren als Zechensiedlung für die Beschäftigten der unmittelbar benachbarten Schachtanlage 7/8 der Zeche Graf Bismarck, die sich auf dem Gelände der heutigen Mülldeponie befand und 1966 abgerissen wurde.

## Bevölkerung
Am 30. September 2021 lebten 3288 Einwohner in der Resser Mark, davon 1611 Frauen und 1677 Männer. Der Ausländeranteil betrug 7,0 Prozent (Gelsenkirchener Durchschnitt zum gleichen Stichtag: 23,2 Prozent). Die Bevölkerungsentwicklung der letzten Jahre war leicht rückläufig, die Zahl der im Stadtteil lebenden Ausländer lag konstant zwischen 220 und 230. Am 31. März 2016 lebten 3473 Einwohner in der Resser Mark, der Ausländeranteil betrug 6,4 Prozent (Gesamtstadt: 18,6 Prozent).

## Wirtschaft
Das Zentrum des Stadtteils bildet der Markt der Resser Mark im Emscherbruch. An diesem Platz gibt es eine kleine Palette von Nahversorgungsläden einschließlich einer Supermarktfiliale, ein Apotheken- und Arzthaus sowie zwei Gaststätten, einen China-Imbiss und eine Spielhalle. Auf dem Platz findet auch ein Wochenmarkt statt, auf dem Bauern und fahrende Händler ihre Produkte feilhalten. Die früher landeseigene Wohnungsgesellschaft LEG, die bis heute die meisten Immobilien besitzt und bis zur Privatisierung Eigentümerin praktisch aller Mietshäuser des Stadtteils war, unterhält auf dem Platz ihr Mieterbüro.

## Verkehr

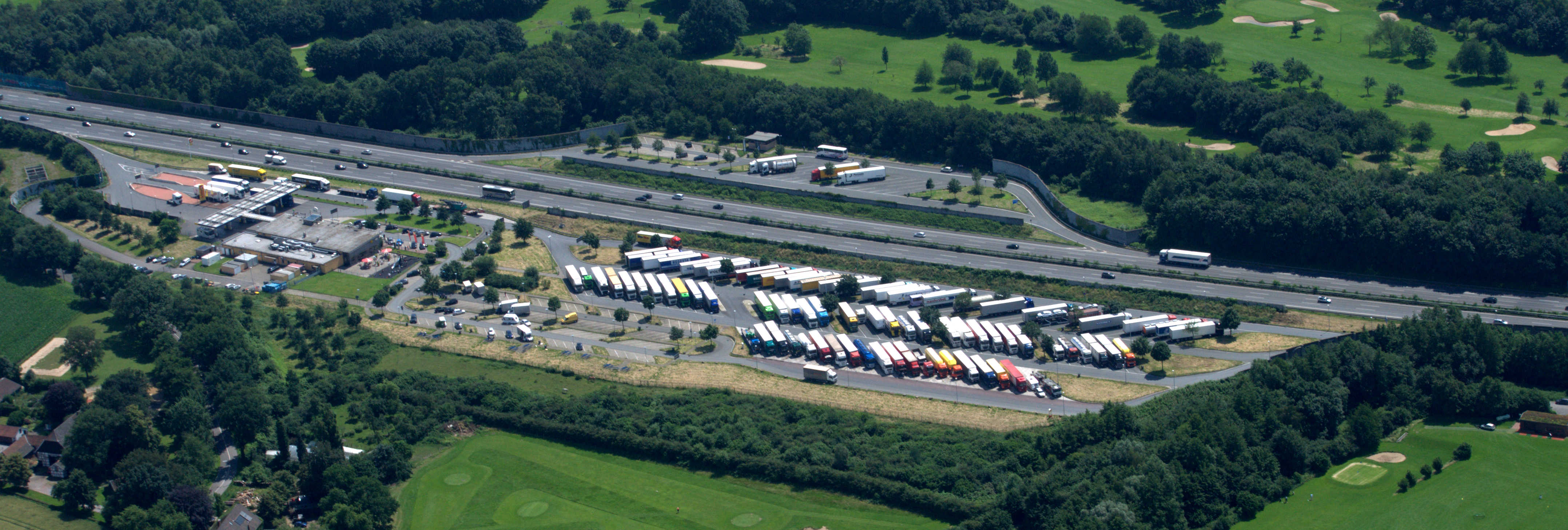
Die Autobahnraststätte Resser Mark an der Bundesautobahn 2.

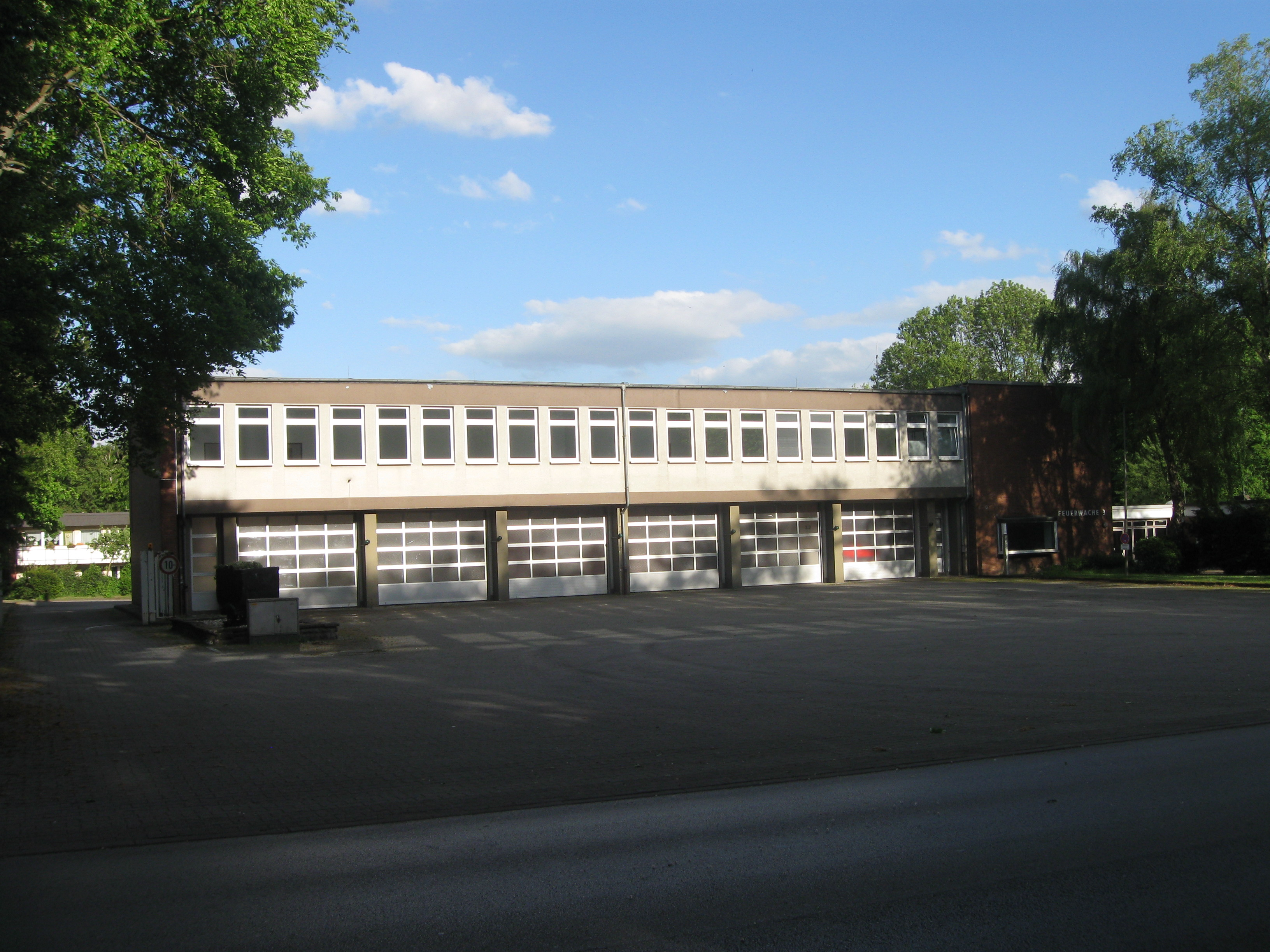
Feuerwache 3 (Resser Mark) Im Emscherbruch vor dem Umbau

Gelsenkirchen-Resser Mark ist durch mehrere Buslinien mit den Stadtteilen Erle, Buer, Resse und Beckhausen verbunden; eine Buslinie fährt bis nach Rotthausen im äußersten Süden der Stadt. Bereits auf Erler Gebiet unmittelbar jenseits der Stadtteilgrenze befindet sich im Südwesten am Beginn der Cranger Straße die Haltestelle Erle Forsthaus, von wo aus die Straßenbahnlinie 301 eine schnelle Anbindung in wenigen Minuten direkt zum Hauptbahnhof Gelsenkirchen ermöglicht.
Ortshauptstraße ist die Straße Im Emscherbruch, die alte Landstraße von Erle nach Resse, die den heutigen Ortskern Resser Mark von Süd nach Nord durchquert. An ihrem Südende, der Abzweigung von der Münsterstraße, befindet sich die in den 1970er Jahren errichtete und 2016/17 renovierte Feuerwache 3, wo eine Abteilung der Freiwilligen Feuerwehr Gelsenkirchen für Einsätze im Osten der Stadt bereitsteht.
Die Münsterstraße durchquert den Stadtteil diagonal von Südwest nach Nordost als Fortsetzung der Bundesstraße 227, die unmittelbar vor der Stadtteilgrenze an der Kreuzung mit der Bundesstraße 226 (Willy-Brandt-Allee) am Forsthaus Erle endet, und verlässt das Stadtgebiet von Gelsenkirchen an der Nordostecke des Stadtteils nach Unterquerung der Autobahn A2.
Die Autobahn A2 bildet die Grenze im Norden zwischen Resser Mark und Gelsenkirchen-Resse. Die Raststätte Resser Mark (Nordseite, Fahrtrichtung Oberhausen) im Nordwesten liegt bereits auf Resser Gebiet; der gegenüberliegende Parkplatz auf der Südseite der Autobahn am Golfplatz gehört noch zu Resser Mark. Auch die Südrampe der Ausfahrt Herten (7) am Nordostende des Stadtteils an der Münsterstraße kurz vor der Stadtgrenze nach Herten befindet sich noch auf dem Gebiet der Resser Mark in Gelsenkirchen, während die Nordrampe über Resser Grund verläuft und bereits im Hertener Stadtgebiet auf die Fortsetzung der B227 (die dort Gelsenkirchener Straße heißt) trifft.
Die Zufahrt zur Siedlung Im Eichkamp östlich der Münsterstraße ist grundsätzlich nur Anwohnern gestattet, soweit nicht in der Krötenwanderungszeit und der Brutperiode der Ringelnattern die Westzufahrt über den Kleiweg sogar vollständig für den motorisierten Verkehr gesperrt bleibt (Mai/Juni und August/September), sodass in diesen Monaten nur die ebenfalls verkehrsbeschränkte Nordzufahrt in den Eichkamp vom Wiedehopfweg gegenüber dem Waldhaus geöffnet ist.

## Bildung
Im Stadtteil Resser Mark gibt es zwei Schulen mit Ganztagsbetrieb:
- Katholische Grundschule Im Emscherbruch
- Raphael-Schule (Waldorf-Förderschule) an der Coesfelder Straße (frühere städtische Gemeinschaftsgrundschule).

## Flora und Fauna

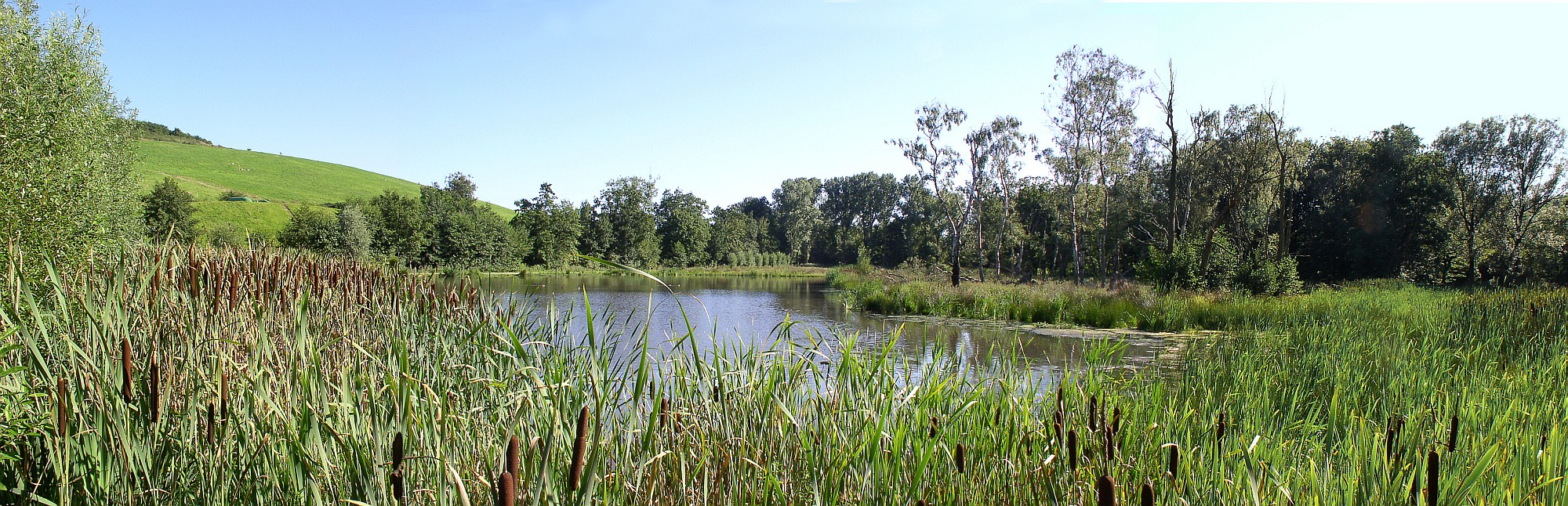
Der Schilfsee unmittelbar südlich der Eichkampsiedlung am Fuß der inzwischen teils begrünten Deponiehalde markiert die ungefähre geographische Mitte des Stadtteils und liegt mitten im Erholungsgebiet.

Der Stadtteil Resser Mark besteht abgesehen vom Siedlungskern und dem Deponiegelände zum größten Teil aus Wald und Wiese. Von allen Stadtteilen Gelsenkirchens verfügt er über die größte forstwirtschaftlich genutzte Fläche. Im Wald befindet sich eine Forststation des RVR, der das Waldgebiet Resser Mark durch einen eigens bestellten Förster pflegt und bewirtschaftet.
Die Resser Mark ist das größte Wald- und Naherholungsgebiet der Stadt und bietet Joggern, Fahrradfahrern und Spaziergängern stadtnahe Betätigungsmöglichkeiten. Am Schilfsee (Krötenlaichteich) befindet sich ein seltenes Ringelnatter-Brutgebiet, das durch saisonale Verkehrsbeschränkungen auf den angrenzenden Wegen besonders geschützt ist. Viele andere Tierarten sind in dem Waldgebiet vertreten, darunter Hasen, Füchse, Rehwild und sehr viele, teils seltene Vogelarten wie Graureiher, Mäusebussard, Sperber, Uhu, Spechtvögel, Eisvogel, Kleiber und Zaunkönige. 

## Freizeit
In Gelsenkirchen-Resser Mark gibt es mehrere Sportplätze und Spielplätze. Am Westfalenplatz am nördlichen Ende der Coesfelder Straße am Waldrand in der Nähe des Knabenbachs lag das Erich-Ollenhauer-Jugendhaus der Gelsenkirchener Falken, das 2013/14 wegen irreparabler Bergschäden abgerissen und durch Reihenhäuser ersetzt wurde. Im Nordosten des Stadtteils liegt der Golfplatz Haus Leithe.

## Kirche
Die früher eigenständige römisch-katholische Pfarrgemeinde St. Ida wurde 2001 mit den Gemeinden St. Suitbert, St. Bonifatius und St. Barbara in den Nachbarstadtteilen Erle und Beckhausen fusioniert. 2007 wurde die fusionierte Pfarrei erneut fusioniert und der Pfarrei der Propsteikirche St. Urbanus in Gelsenkirchen-Buer angeschlossen, der größten Pfarrei des Bistums Essen mit damals über 40.000 Katholiken, die die gesamte Nordhälfte der Stadt Gelsenkirchen umfasst. Im Januar 2018 wurde bekannt, dass die Pfarrgemeinde St. Urbanus die kleine, 1949/1950 als katholische Notkirche errichteten Kirche St. Ida im Zuge der Rationalisierung ihrer Seelsorgeaktivitäten aufgibt. Am 29. November 2018 fand die letzte Heilige Messe, am 30. November der letzte Ökumenische Gottesdienst in der Kirche statt, die mit Beginn des neuen Kirchenjahres am 1. Advent 2018 geschlossen wurde. Im März 2021 wurden die Kirche und das angebaute Gemeindezentrum abgerissen.
Von 2004 bis 2018 bestand in der Idakirche das Ökumenische Zentrum St. Ida, das die römisch-katholische Gemeinde St. Barbara und die Evangelische Kirchengemeinde Resser Mark gemeinsam nutzten. Dadurch konnte für die beiden kleinen Gemeinden eine Kirche samt Gemeindezentrum vor Ort erhalten werden, nachdem die Johanneskirche der Evangelischen Gemeinde Resser Mark aufgrund von Bergschäden abgerissen werden musste. Bis November 2018 fanden hier Gottesdienste beider Konfessionen statt. Auch Veranstaltungen der kirchlichen Sozialverbände (EAB, KAB, Kolpingsfamilie) auf Stadtebene wurden im Ökumenischen Zentrum abgehalten.
Die Evangelische Gemeinde Resser Mark, die damals rund 1700 Gläubige umfasste, wurde nach einem Ende 2007 gefassten Beschluss der betroffenen Presbyterien mit den Gemeinden Erle und Middelich vereinigt und bildet heute zusammen mit der früheren Evangelischen Gemeinde Resse die Christus-Kirchengemeinde Buer, die dem bereits länger bestehenden Kooperationsraum Nordost des Evangelischen Kirchenkreises Gelsenkirchen und Wattenscheid entspricht.
Auf dem ehemaligen Grundstück der evangelischen Johanneskirche in der Resser Mark befindet sich heute die Wohnsiedlung Johanneshof. Das Grundstück der ehemaligen Idakirche wurde an ein Wohnungsbauunternehmen aus Ochtrup verkauft, das auf dem 18.500 Quadratmeter großen Gelände eine Einfamilienhaus-Bebauung plant.

## Soziales
In der Resser Mark gibt es zwei große soziale Einrichtungen: das Wichernhaus der Evangelischen Diakonie, ein Wohnheim für Menschen mit Behinderungen, und das Johanniter-Stift des Johanniterordens, eine Pflegeeinrichtung für ältere Menschen.